# Сансан
Сан-Сан (на английски: San-San) e мегалополис в Западна Калифорния по Тихоокеанското крайбрежие разположен от Сан Франциско до Сан Диего. В района живеят над 37 милиона жители.
Важни градове в Сан-Сан са:
- Сан Франциско (население 776 773)
- Оукланд (401 392)
- Сан Хосе (928 821)
- Сакраменто (407 018)
- Стоктън (279 800)
- Модесто (206 300)
- Салинас (151 060)
- Фресно (464 727)
- Бейкърсфилд (247 057)
- Санта Барбара (92 325)
- Окснард (203 412)
- Пасадина (133 936)
- Сан Бернардино (185 401)
- Лос Анджелис (3 694 820)
- Ривърсайд (288 384)
- Анахайм (328 014)
- Лонг Бийч (461 522)
- Санта Ана (337 977)
- Ървайн (152 048)
- Сан Диего (1 223 400)
- Чула Виста (173 556)